# Pokémon Go

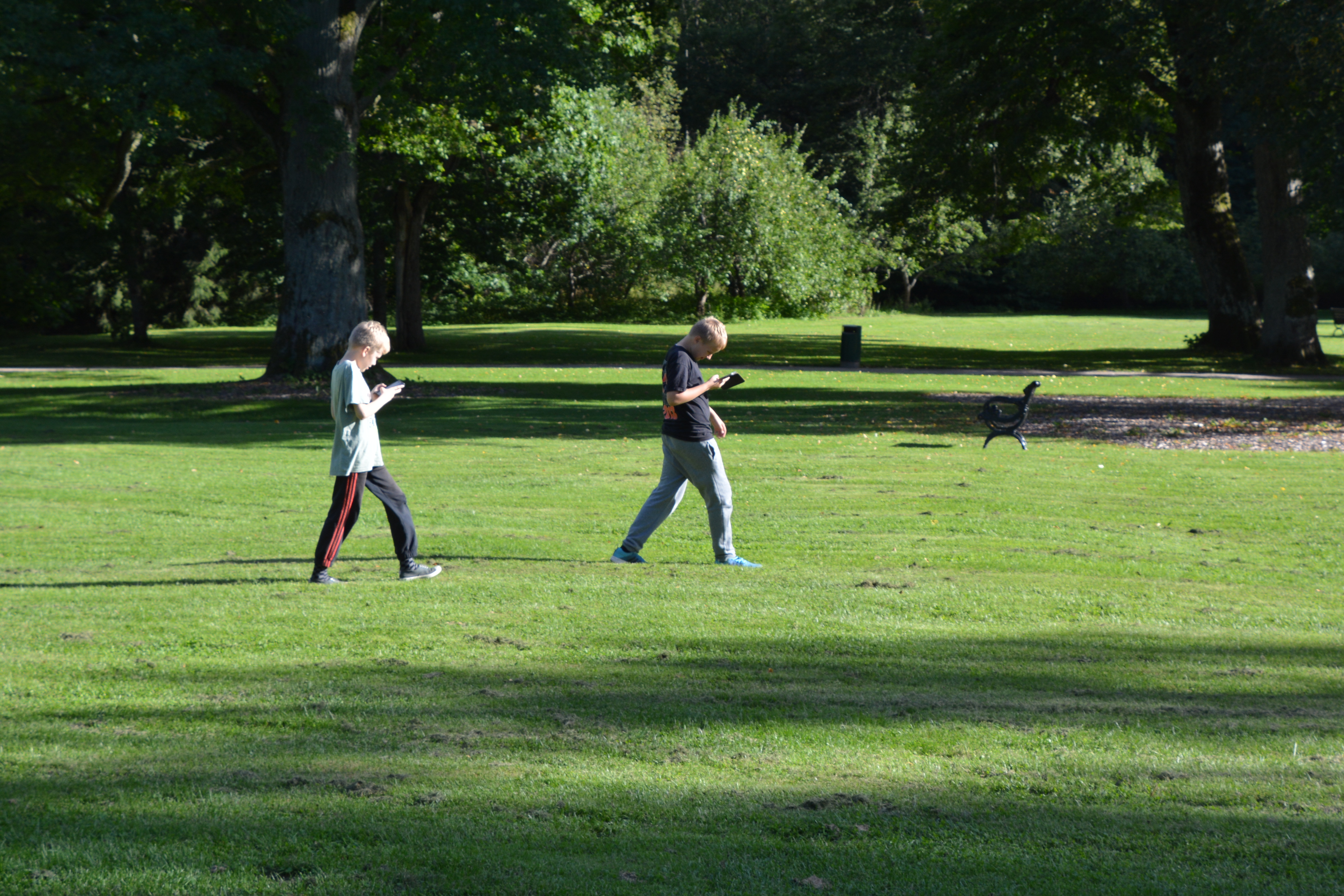
Pokémon Go-spelare på Träskända gård i Esbo, Finland

Pokémon Go (stiliserat som Pokémon GO) är ett platsbaserat spel med förstärkt verklighet som utvecklats av Niantic och utgivet av Niantic för IOS samt Android. Spelet släpptes i juli 2016 och låter spelare fånga, strida och träna virtuella Pokémon som dyker upp ute i den riktiga världen med hjälp av smartphonens GPS och kamera. Spelet är gratis att spela, men har köp tillgängliga i spelet. I Sverige släpptes spelet den 16 juli 2016.
Ett armband vid namn Pokémon Go Plus med en liten brosch utvecklad av Nintendo släpptes den 16 september 2016. Den använder sig av Bluetooth för att ansluta till användarens telefon och med en lysdiod meddela bäraren när en Pokémon är i närheten.

## Spelupplägg

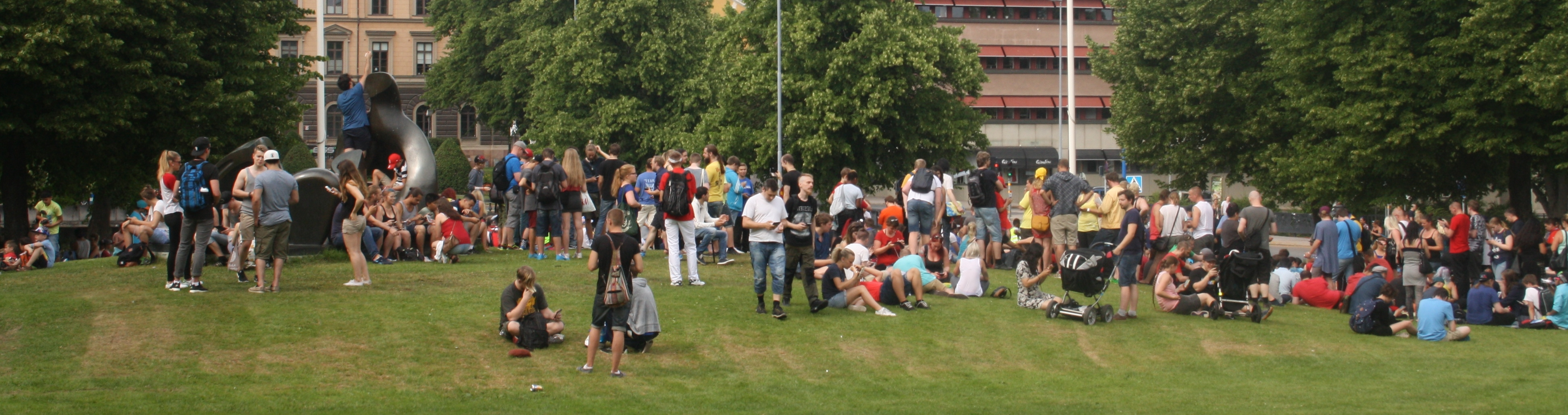
Pokémon Go-spelare samlas i en park i Gävle, Sverige.

Olika Pokémon finns i olika miljöer; till exempel hittas vatten-Pokémon nära vattendrag. Det kommer med ojämna mellanrum även evenemang inuti spelet där olika Pokémons dyker upp extra ofta och där spelarna under en tidsbegränsad period får särskilda fördelar i spelet. Spelarna kan även byta Pokémon med varandra för att utöka sin samling. Man kan även få Pokémons från att slåss mot dem i så kallade gym. Det kallas för en raid. Det är vanligt att flera spelare gemensamt går samman och besegrar extra starka så kallade legendariska Pokémons vid raids.
Ett armband som kallas Pokémon Go Plus kan användas tillsammans med appen. Armbandet använder vibration och blinkande lysdiod för att meddela spelaren om Pokémon i ens närhet. Spelaren trycker på knappen i en särskild Pokémon gosekvens för att fånga sin Pokémon, och kan efteråt se i appen vilken Pokémon som har fångats.

## Lansering

### Regional lansering
|     |                   | |                            |
| Key | Datum             | Länder och territorier | Ref.                       |
|     | 6 juli 2016       | Australien, Nya Zeeland, och USA | [ 11 ] [ 12 ] [ 13 ] [ 6 ] |
|     | 13 juli 2016      | Tyskland | [ 14 ]                     |
|     | 14 juli 2016      | Storbritannien | [ 15 ]                     |
|     | 15 juli 2016      | Italien, Spanien och Portugal | [ 16 ]                     |
|     | 16 juli 2016      | Belgien, Bulgarien, Cypern, Danmark, Estland, Finland, Grekland, Grönland, Island, Irland, Kroatien, Lettland, Litauen, Luxemburg, Malta, Nederländerna, Norge, Polen, Rumänien, Slovakien, Slovenien, Schweiz, Sverige, Tjeckien, Ungern och Österrike                                                                             | [ 17 ] [ 18 ]              |
|     | 17 juli 2016      | Kanada | [ 19 ]                     |
|     | 19 juli 2016      | Puerto Rico | [ 20 ] [ 21 ]              |
|     | 22 juli 2016      | Japan | [ 22 ]                     |
|     | 24 juli 2016      | Frankrike | [ 23 ]                     |
|     | 25 juli 2016      | Hongkong | [ 24 ]                     |
|     | 3 augusti 2016    | Latinamerika och Västindien | [ 25 ] [ 26 ]              |
|     | 6 augusti 2016    | Brunei, Fiji, Indonesien, Kambodja, Laos, Malaysia, Mikronesiska federationen, Palau, Papua Nya Guinea, Filippinerna, Singapore, Solomonöarna, Taiwan, Thailand och Vietnam | [ 27 ] [ 28 ]              |
|     | 29 september 2016 | Albanien, Bosnien och Hercegovina, Macao, Makedonien och Serbien | [ 29 ]                     |
|     | 30 september 2016 | Kazakstan, Kirgizistan, Mongoliet, Tadzjikistan, Turkmenistan och Uzbekistan | [ 30 ]                     |
|     | 4 oktober 2016    | Benin, Botswana, Burkina Faso, Kap Verde, Tchad, Elfenbenskusten, Egypten, Gabon, Gambia, Ghana, Guinea-Bissau, Kenya, Liberia, Madagaskar, Malawi, Mauretanien, Mauritius, Marocko, Moçambique, Namibia, Niger, Rwanda, Seychellerna, São Tomé och Príncipe, Sierra Leone, Sydafrika, Swaziland, Tanzania, Togo, Uganda och Zambia | [ 31 ]                     |

Spelet släpptes först den 6 juli 2016, med lansering i Australien, Nya Zeeland, och USA. På grund av högt belastade servrar vid lanseringen förklarade Niantics vd John Hanke att fortsatt lansering skulle "pausa tills Niantic var bekväma" med de svårigheter man stött på. Européerna fick se spelet lanseras med start den 13 juli i Tyskland, och de kommande tio dagarna till de flesta övriga länderna i Europa. I Sverige släpptes spelet den 16 juli. Släppet i Japan var planerat till den 20 juli, men försköts efter att ett sponsoravtal med snabbmatskedjan McDonald's hade läckt ut, och kom att släppas den 22 juli istället. Det var tänkt att lansera spelet i Frankrike den 15 juli, men detta sköts upp till den 24:e för att respektera säkerhetsläget och oron efter terrorattacken i Nice den 14 juli. Efter att ha stoppat en mängd tredje part-appar och webbsajter i slutet av juli 2016—som avsevärt minskade påfrestningen av servrarna— kunde Niantic fortsätta att lansera spelet världen över. Central- och Sydamerika och större delen av Sydostasien fick se spelet under början av augusti. Indonesien var det första landet i Asien där spelet gick att spela; trots att spelet först officiellt lanserades den 6 augusti kunde spelare fånga Pokémon redan tidigt i juli.
I Sydkorea kunde spelet inledningsvis inte släppas, på grund av landets kraftigt begränsade tillgång till kartor på Internet. Men på grund av en bugg hos Niantic hade ett litet område runt Sokcho i nordöstra delarna av landet räknats in i kartregionen för Nordkorea, och därför fullt tillgängligt att spela. Många i Sydkorea utnyttjade det kryphålet. Bussbiljetter från huvudstaden Seoul sålde slut och de bosatta i Sokcho delade med sig till turister om var de kunde hitta gratis wifi-zoner. Spelare fann också ett gym i Panmunjom, längs Koreas demilitariserade zon; men detta togs senare bort från spelet av Niantic. I spåren av lanseringen av Pokémon Go i Japan, kunde sydkoreanska Busan åtnjuta spelbara områden av staden då den utgör en del av Japans kartområde i och med den intilliggande ögruppen Tsushima. I januari 2017 släpptes spelet slutligen fritt i Sydkorea.
I Fastlandskina är tjänster från Google förbjudna och blockeras av den kinesiska brandväggen. Pokémon Go-spelare i Kina köpte australiensiska App Store-ID:n och använde en app för att förfalska sin GPS-signal så att de kunde använda Googles tjänster och bluffa sin kartposition, då det inte finns några Pokémon tillgängliga att fånga i Kina. Många kineser laddade ner en imitation av appen, som kallas City Spirit Go, ett spel som släpptes kort efter betaversionen av Pokémon Go testats i Japan. Dock går det att spela Pokémon Go i regioner som (Manchuriet, Xinjiang, Hainan samt delar av Guangxi, Guangdong och Yunnan).
Efter spelets lansering i Sydostasien, hade spelet utelämnat Myanmar (Burma), men spelare i städerna Yangon, Mandalay och Taunggyi upptäckte att det var fullt möjligt att spela efter att Pokémon Go lanserats i Thailand.
Pokémon Go lanserades i september i flera länder på Balkan, i Macao, samt flera länder i Centralasien.
Den 4 oktober kom även spelare i 31 afrikanska länder att få tillgång till Pokémon Go, vilket innebar att nu alla permanent bebodda kontinenter kan spela Pokémon Go..

## Mottagande
| Mottagande      | Mottagande    |
| Samlingsbetyg   | Samlingsbetyg |
| Tjänst          | Betyg         |
| --------------- | ------------- |
| Metacritic      | 66/100        |
| Recensionsbetyg |               |
| Publikation     | Betyg         |
| Destructoid     | 3,5/10        |
| Gamespot        | 7/10          |
| IGN             | 7,0/10        |

Spelet slog igenom stort i USA, där över 5 procent av alla Androidanvändare laddade ner spelet och därmed passerade dejtingappen Tinder i popularitet, som låg på 2 procent. Spelet har enligt vissa källor nästan lika många aktiva dagliga användare som Twitter och är enligt en rapport det största mobilspelet i amerikansk historia, räknat i aktiva dagliga användare. Det är därmed större än både Slither.io och Candy Crush. Två dagar efter att det släpptes i USA, Australien och Nya Zeeland hade Androidanvändare tillbringat i genomsnitt 43 minuter i spelet, vilket var mer än andra appar som Facebook, WhatsApp, Instagram och Snapchat.
En undersökning genomförd 2017 visade att bland svenska skolungdomar var pojkar i åldern 11–13 år de flitigaste spelarna; 40 procent spelade Pokémon Go. Motsvarande siffra för flickor var 34 procent. Bland skolungdomar i åldern 14–16 år var siffran något lägre, 20 procent bland pojkarna och 13 procent bland flickorna spelade.

### Mental hälsa

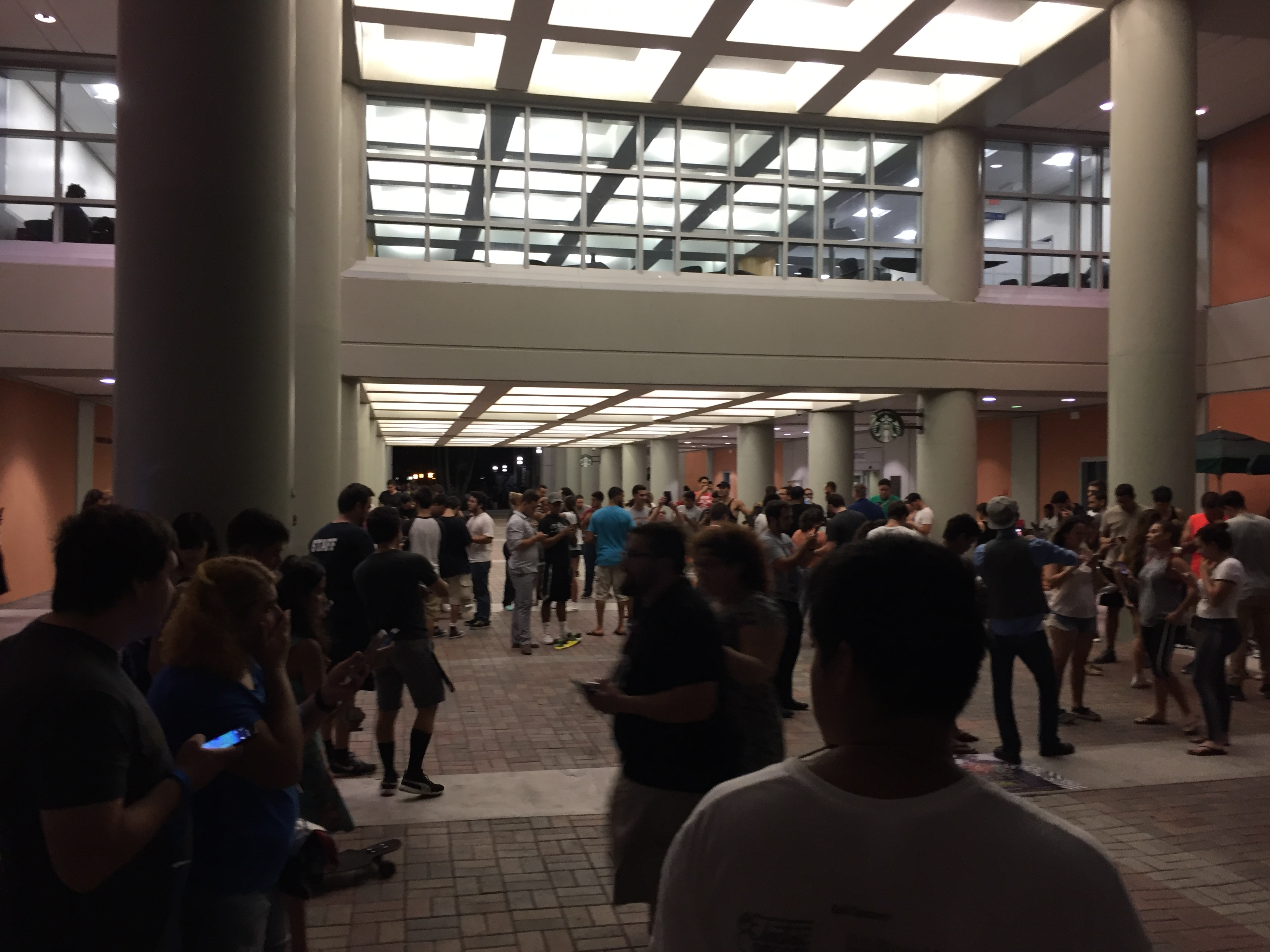
Ett dussintal människor samlas under kvällen vid Florida International University för att fånga en Pokémon vid namn Haunter - en Pokémon som visar sig oftare efter klockan 19:00.

Pokémon Go har ansetts förbättra den psykiska och fysiska hälsan hos spelare som lider av depression och social ångest. Enligt Kashmira Gander på The Independent gör spelet det enkelt för personer som har social ångest att interagera med människor med olika bakgrunder. Enligt Dr. John Grohol, grundare av Psych Central, främjar spelet motion och skapar en "stark förstärkning för människor att gå ut och bli mer aktiva". Han berättar vidare att social interaktion och underhållning snarare än motion, är en nyckelfaktor till spelets framgång.

### Kritik
Appen har lett till mindre fallskador hos användare, liksom väpnade rån. Appen har också kritiserats för att använda platser såsom begravningsplatser och minnesmärken som områden för att fånga Pokémon, däribland minnesplatsen för koncentrationslägret Auschwitz. Spelandet har också kritiserats för att skapa ouppmärksamma trafikanter med trafikolyckor som följd.